# Clusiosoma semifuscum
Clusiosoma semifuscum är en tvåvingeart som beskrevs av Malloch 1926. Clusiosoma semifuscum ingår i släktet Clusiosoma och familjen borrflugor. Inga underarter finns listade i Catalogue of Life.